# Colt Double Eagle
A Colt Double Eagle é uma pistola semiautomática de ação dupla/ação simples, fabricada pela Colt's Manufacturing Company entre 1989 e 1997. A pistola estava disponível em tamanho normal e também em versões mais compactas. A Double Eagle possuía uma alavanca de desarmamento e foi fabricada para vários calibresao longo do seu tempo de produção. A família de modelos era conhecida como Series 90.
O design da Colt Double Eagle foi baseado na Colt M1911, como várias outras pistolas da empresa. Os seus carregadores são de pilha única e são idênticos aos carregadores enviados com a M1911. A maioria dos modelos Double Eagle estavam disponíveis apenas em aço inoxidável. No entanto, o modelo "Lightweight" Officer tinha uma estrutura de liga e slide azulado.
Ron Smith, fundador da empresa Smith Enterprise, Inc., foi o principal projetista do mecanismo de dupla ação da arma.
O slide utilizado na pistola Colt Double Eagle usava uma versão do sistema de segurança com trava da série 80 da Colt M1911. Porém, ao contrário das pistolas da série 80 da empresa, o modelo Double Eagle Officer em .45 ACP continha um carregador de 8 cartuchos.
O Colt Double Eagle foi fabricado para vários calibres. Entre os mais comuns estão o calibre .45 ACP e o calibre 10mm Auto. Ocasionalmente, é possível ver uma cópia em .40 S&W, 9×19mm Parabellum e até .38 Super.
Semelhante ao M1911, a Colt produzidu e ofereceu, além da versão de tamanho normal, versões mais compactas como a Commander e Officer's Model. A versão de tamanho normal foi fabricada para .45 ACP e 10 mm Auto, bem como em 9 mm e .38 Super por um tempo limitado em 1992. O modelo Commander foi fabricado para .45 ACP, junto com uma versão um tanto rara em calibre .40 S&W, de produção também limitada em 1992. O Officer's Model estava disponível em .45 ACP e muito raramente em .40 S&W, novamente apenas produzidas de forma limitada em 1992.
A Colt realizaria mudanças e melhorias ao longo dos anos, acabando por redesenhar o mecanismo do gatilho e adicionando uma placa de retenção, devido aos problemas de alguns atiradores com a pele sendo comprimida pela parte superior do gatilho, além de algumas molas serem retidas apenas pelo painel de empunhadura. O resultado destas mudanças foi o desenvolvimento e criação do Colt Double Eagle Mark II.